# Feed Me Weird Things
Feed Me Weird Things è il primo album in studio del musicista britannico Squarepusher, pubblicato nel 1996.

## Tracce
Testi e musiche di Tom Jenkinson.
1. Squarepusher Theme – 6:20
2. Tundra – 7:55
3. The Swifty – 5:20
4. Dimotane Co. – 4:54
5. Smedley's Melody – 2:33
6. Windscale 2 – 6:35
7. North Circular – 6:08
8. Goodnight Jade – 2:45
9. Theme from Ernest Borgnine – 7:55
10. U.F.O.'s over Leytonstone – 6:39
11. Kodack – 7:14
12. Future Gibbon – 2:18